# Élections législatives de 2022 en Meurthe-et-Moselle
Les élections législatives françaises de 2022 se déroulent les 12 et 19 juin 2022. Dans le département de Meurthe-et-Moselle, six députés sont à élire dans le cadre de six circonscriptions.

## Contexte
Les élections législatives de 2017 ont produit une délégation parlementaire hétéroclite dans le département de Meurthe-et-Moselle. Les partis "traditionnels" PS et LR, ne conservent respectivement que leur siège de Toul et de Lunéville tandis que tous les autres sièges, jusqu'ici PS, changent de bord. Les deux sièges nancéiens ainsi que celui de Longwy accordent leur confiance à la majorité présidentielle alors que le secteur de Pont-à-Mousson envoie l'une des 17 députés insoumis de France à l'Assemblée.
Carole Grandjean prend le siège de Nancy-est pour LREM face à la sortante PS Chaynesse Khirouni et prend ses fonctions à l'Assemblée en tant que membre des commissions des affaires sociales et des affaires européennes. Dans ce cadre, elle s'implique dans plusieurs projets de loi de la majorité. Co-rapporteure de la "loi pour la liberté de choisir son avenir professionnel", elle est notamment rapporteure de la commission spéciale chargée de la loi sur la réforme des retraites. Elle rédige également une proposition de loi à propos de la santé au travail. Elle co-préside également le groupe d'études dédié à l'autisme,.
Peu après son élection au Palais-Bourbon, Laurent Garcia démissionne de son poste de maire MoDem de Laxou, remplacé par sa première adjointe. Il s'apparente au groupe MoDem et intègre la commission des affaires culturelles. Il a été épinglé dans le journal régional l'Est Républicain en 2018 pour son inactivité, en comparaison de ses collègues lorrains - étant classé 16e sur 21, et ce alors que ses trois collègues départementaux de l'opposition caracolent en tête. Il devient porte-parole de son groupe politique en 2019. En 2020, il se représente à la tête d'une liste aux élections municipales à Laxou. Il remporte l'élection avec 33 voix d'avance face à une liste d'union menée par son ancienne colistière qui l'avait remplacé à la mairie, Laurence Wieser. À cette occasion, cette dernière l'accuse d'avoir profité de son statut de député pour faire du porte-à-porte et ainsi faussé les résultats,. En janvier 2021, le tribunal rejette les arguments de la plaignante. Mais cette dernière intente un recours auprès du Conseil d'État. Dans l'attente de ces décisions judiciaires, Laurent Garcia cumule les fonctions de député et de maire mais renonce à une partie de ses indemnités. Le 30 décembre 2021, le Conseil d'État valide finalement son élection et Laurent Garcia annonce sa démission de son mandat de député.
Également maire, du village de Villers-la-Montagne, au moment de son élection, le nouveau député LREM Xavier Paluszkiewicz démissionne de son poste d'édile en juillet 2017. Comme sa collègue Carole Grandjean, il intègre deux commissions : la commission des Finances et la commission des Affaires européennes. Dans ce cadre, il est rapporteur spécial aux affaires européennes, au sein de la commission des Finances. Il est également secrétaire du groupe d'études sur la fin de vie. Comme son collègue Laurent Garcia, il est épinglé en 2018 pour sa relative inactivité.
Après cinq ans de suppléance du député LR sortant, Jacques Lamblin, Thibault Bazin prend ses fonctions de député LR de Lunéville en ayant Jacques Lamblin comme suppléant. Le nouveau député LR démissionne également de son poste de maire de Rosières-aux-Salines quelques jours après son entrée au Palais-Bourbon. Membre de la commission de la Défense entre 2017 et 2020, il entre ensuite à la commission des affaires sociales à partir de septembre 2020. Il est vice-président de la commission chargée de l'examen du projet de loi bioéthique, entre 2019 et 2021. Il vote contre le texte, systématiquement et y compris en dernière lecture, en juin 2021,. Il est également secrétaire de la commission spéciale chargée de l'examen sur le projet de loi sur un nouveau système de retraites.
Seul député socialiste du Grand Est après sa deuxième élection, Dominique Potier réintègre, comme lors de la législature précédente, la commission des affaires économiques. Comme ses deux collègues marcheurs locaux, il est également membre de la commission des affaires européennes. Il prend part à de nombreuses missions d'information au cours de son mandat. Il est notamment co-rapporteur de la mission d'information sur le foncier agricole, vice-président de celle dédiée à la conditionnalité des aides publiques aux entreprises et également co-rapporteur de la mission d'information visant à étudier les effets d'une loi de 2017 "relative au devoir de vigilance des sociétés mères et des entreprises donneuses d'ordre". Il est aussi président du groupe d'études sur les objectifs du développement durable et vice-président du groupe d'études sur l'économie verte et l'économie circulaire.
Caroline Fiat, députée insoumise de Pont-à-Mousson, est la première aide-soignante à siéger dans l'hémicycle du Palais-Bourbon. Elle est candidate à la présidence de l'Assemblée le 27 juin 2017 mais ne recueille que 30 voix et c'est François de Rugy qui l'emporte. Elle intègre la commission des affaires sociales. Comme son collègue Dominique Potier, elle s'implique dans plusieurs missions d'information. Elle est co-rapporteure en 2017-18 de la mission consacrée aux EHPAD puis également co-rapporteure en 2019 de la mission relative à l'organisation territoriale de la santé mentale, et aussi secrétaire de celle consacrée, en 2020-21, à l'impact, la gestion et les conséquences de la pandémie de Covid-19. Elle est aussi vice-présidente du groupe d'étude sur la fin de vie et des groupes d'amitié France-Pays-Bas et France-Royaume-Uni.

### Élections intermédiaires
Depuis 2017, plusieurs élections ont permis aux meurthe-et-mosellans d'exprimer leurs choix politiques.
En 2019, les élections européennes dans le département donnent un ordre d'arrivé équivalent à l'échelle nationale. La liste du RN arrive en tête devant la liste Renaissance de Nathalie Loiseau. L'écart est cependant bien plus important dans le département, le RN obtenant trois points de plus à 26 %, et LREM deux de moins à 20 %. EELV confirme sa percée nationale et LR est ici aussi en net repli. Les deux partis observent un score d'un point inférieur à leur performance nationale. À Nancy et Laxou, LREM parvient en première position avec EELV en deuxième place devant le RN. Vandœuvre-lès-Nancy place LREM à 25 % en tête devant le RN à 20 %. Pont-à-Mousson, Toul et Lunéville placent le RN confortablement en tête, l'extrême droite frôle ou atteint dans ces deux dernières villes les 31 %. Cependant, toutes placent EELV devant LR - même Lunéville de peu, pourtant fief de droite.
En 2020, les élections municipales sont un nouveau test électoral qui apportent un changement limité. Nancy dont la mairie a oscillé entre la droite et le centre depuis 1947, bascule à gauche avec l'élection de la liste menée par le socialiste Mathieu Klein. La députée Carole Grandjean est indirectement défaite, en sixième position sur la liste sortante battue du maire Laurent Hénart. Le changement est assez réduit sinon dans les grandes communes du département. Les socialistes conservent Vandœuvre et Toul largement au premier tour, puis Longwy au second. Au centre droit, hormis l'imbroglio de Laxou, Villers-lès-Nancy, prise à la gauche en 2014, reconduit son maire UDI sortant. LR conservent les mairies de Lunéville et Pont-à-Mousson dès le premier tour. Enfin, parmi les 22 communes peuplées de 5 à 10 000 habitants, la gauche conserve 14 mairies, conquiert Jarville-la-Malgrange et la droite conserve les 7 mairies restantes. À noter que Thibault Bazin ne se représentait pas à Rosières-aux-Salines, ni Xavier Paluszkiewicz à Villers-la-Montagne.
Les élections régionales de 2021 montrent à nouveau une certaine sensibilité à gauche de la Meurthe-et-Moselle. La liste d'union menée par l'écologiste Eliane Romani, arrivée troisième avec 21 % des voix à l'échelle régionale, obtient 31 % des voix en Meurthe-et-Moselle. La liste de droite de Jean Rottner arrive en tête comme dans le reste de la région avec 34 % des voix, contre 40 % sur l'ensemble de la région. Le RN obtient 26 %, sensiblement similaire à son score régional global. La liste LREM obtient 9 % des voix, contre 12 % à l'échelle de la région. Nancy porte la liste de gauche confortablement en tête - 42,6 % des voix contre 35,8 % à Rottner. La liste Romani est aussi en tête à Vandœuvre mais d'une plus courte avance - 36 % contre 34 % à Rottner. Toul vote pour la liste RN à 32 % alors que les listes Rottner et Romani font presque jeu égal à 29 %. Lunéville et Pont-à-Mousson portent Rottner largement en tête tandis que Longwy vote pour la liste Romani avec 10 points d'avance et Laxou pour Rottner à 5 points d'avance sur Romani.
Simultanément, les élections départementales confortent la large majorité de gauche, la seule de toute la région Grand Est. Un revers électoral local apporte cependant une ombre au tableau de la gauche. La présidente sortante du conseil, la socialiste Valérie Beausert-Leick est battue dans son propre canton de Laxou. Le binôme qui la défait est notamment composé du maire du chef-lieu, le député Laurent Garcia. Cependant, la gauche prend deux cantons à la droite, Nancy-1 et Pont-à-Mousson. La majorité de gauche est donc renforcée et élit une nouvelle présidente, l'ancienne députée PS Chaynesse Khirouni. On peut remarquer l'élection de la députée insoumise Caroline Fiat dans le canton de Jarny.

### Résultats de l'élection présidentielle de 2022 par circonscription
| Circonscription | 1er tour | 1er tour | 1er tour | 1er tour      | 1er tour  | 1er tour |         | 2d tour | 2d tour | 2d tour | 2d tour |
| Circonscription | Macron   | +/-      | Le Pen   | +/-           | Mélenchon | +/-      | Macron  | +/-     | Le Pen  | +/-     |         |
| --------------- | -------- | -------- | -------- | ------------- | --------- | -------- | ------- | ------- | ------- | ------- | ------- |
| Circonscription |          |          |          |               |           |          |         |         |         |         |         |
| 1re             | 30,64 %  | 4,54     | 18,17 %  | 1,2           | 25,00 %   | 4,2      | 67,44 % | 5,09    | 32,56 % | 5,09    |         |
| 2e              | 33,63 %  | 1,58     | 15,02 %  | en stagnation | 24,94 %   | 6,07     | 71,77 % | 4,31    | 28,23 % | 4,31    |         |
| 3e              | 24,05 %  | 3,62     | 30,03 %  | 3,62          | 23,40 %   | 3,08     | 49,23 % | 10,63   | 50,77 % | 10,63   |         |
| 4e              | 25,00 %  | 5,82     | 34,01 %  | 2,08          | 16,30 %   | 1,01     | 46,82 % | 5,63    | 53,18 % | 5,63    |         |
| 5e              | 26,10 %  | 6,52     | 31,82 %  | 0,51          | 16,47 %   | 0,1      | 49,00 % | 4,29    | 51,00 % | 4,29    |         |
| 6e              | 23,58 %  | 3,83     | 32,37 %  | 2,17          | 20,99 %   | 1,73     | 47,24 % | 7,05    | 52,76 % | 7,05    |         |

## Système électoral
Les élections législatives ont lieu au scrutin uninominal majoritaire à deux tours dans des circonscriptions uninominales.
Est élu au premier tour le candidat qui réunit la majorité absolue des suffrages exprimés et un nombre de voix au moins égal au quart (25 %) des électeurs inscrits dans la circonscription. Si aucun des candidats ne satisfait ces conditions, un second tour est organisé entre les candidats ayant réuni un nombre de voix au moins égal à un huitième des inscrits (12,5 %) ; les deux candidats arrivés en tête du premier tour se maintiennent néanmoins par défaut si un seul ou aucun d'entre eux n'a atteint ce seuil. Au second tour, le candidat arrivé en tête est déclaré élu.
Le seuil de qualification basé sur un pourcentage du total des inscrits et non des suffrages exprimés rend plus difficile l'accès au second tour lorsque l'abstention est élevée. Le système permet en revanche l'accès au second tour de plus de deux candidats si plusieurs d'entre eux franchissent le seuil de 12,5 % des inscrits. Les candidats en lice au second tour peuvent ainsi être trois, un cas de figure appelé « triangulaire ». Les second tours où s'affrontent quatre candidats, appelés « quadrangulaire » sont également possibles, mais beaucoup plus rares.

### Partis et nuances
Les résultats des élections sont publiés en France par le ministère de l'Intérieur, qui classe les partis en leur attribuant des nuances politiques. Ces dernières sont décidées par les préfets, qui les attribuent indifféremment de l'étiquette politique déclarée par les candidats, qui peut être celle d'un parti ou une candidature sans étiquette.
En 2022, seules les coalitions Ensemble (ENS) et Nouvelle Union populaire écologique et sociale (NUP), ainsi que le Parti radical de gauche (RDG), l'Union des démocrates et indépendants (UDI), Les Républicains (LR), le Rassemblement national (RN) et Reconquête (REC) se voient attribuer  une nuance propre,,.
Tous les autres partis se voient attribuer l'une ou l'autre des nuances suivantes : DXG (divers extrême gauche), DVG (divers gauche), ECO (écologiste), REG (régionaliste), DVC (divers centre), DVD (divers droite), DSV (droite souverainiste) et DXD (divers extrême droite). Des partis comme Debout la France ou Lutte ouvrière ne disposent ainsi pas de nuance propre, et leurs résultats nationaux ne sont pas publiés séparément par le ministère, car mélangés avec d'autres partis (respectivement dans les nuances DSV et DXG),.

## Résultats

### Élus
| Circonscription                                 | Député sortant       | Parti | Parti | Groupe | Député élu ou réélu | Parti | Parti | Groupe |
| ----------------------------------------------- | -------------------- | ----- | ----- | ------ | ------------------- | ----- | ----- | ------ |
| 1re                                             | Carole Grandjean     |       | LREM  | LREM   | Carole Grandjean    |       | LREM  | RE     |
| 2e                                              | Pascale César*       |       | MoDem | MoDem  | Emmanuel Lacresse   |       | LREM  | RE     |
| 3e                                              | Xavier Paluszkiewicz |       | LREM  | LREM   | Martine Étienne     |       | LFI   | LFI    |
| 4e                                              | Thibault Bazin       |       | LR    | LR     | Thibault Bazin      |       | LR    | LR     |
| 5e                                              | Dominique Potier     |       | PS    | SOC    | Dominique Potier    |       | PS    | SOC    |
| 6e                                              | Caroline Fiat        |       | LFI   | LFI    | Caroline Fiat       |       | LFI   | LFI    |
| * député sortant ne se représentant pas en 2022 |                      |       |       |        |                     |       |       |        |

### Résultats à l'échelle du département

#### Résultats par coalition
| Parti et coalition                                           | Parti et coalition                                           | Parti et coalition                             | Premier tour | Premier tour | Premier tour | Second tour   | Second tour   | Second tour | Total Sièges  | +/-           |  |
| Parti et coalition                                           | Parti et coalition                                           | Parti et coalition                             | Voix         | %            | Sièges       | Voix          | %             | Sièges      | Total Sièges  | +/-           |  |
| ------------------------------------------------------------ | ------------------------------------------------------------ | ---------------------------------------------- | ------------ | ------------ | ------------ | ------------- | ------------- | ----------- | ------------- | ------------- |  |
|                                                              |                                                              | La France insoumise (LFI)                      | 31 215       | 14,10        | 0            | 47 036        | 23,37         | 2           | 2             | 1             |  |
|                                                              | Parti socialiste (PS)                                        | 28 494                                         | 12,88        | 0            | 37 306       | 18,54         | 1             | 1           | en stagnation |               |  |
|                                                              | Europe Écologie Les Verts (EELV)                             | 8 727                                          | 3,94         | 0            |              |               |               | 0           | en stagnation |               |  |
| Total Nouvelle Union populaire écologique et sociale (NUPES) | Total Nouvelle Union populaire écologique et sociale (NUPES) | 68 436                                         | 30,92        | 0            | 84 342       | 41,91         | 3             | 3           | 1             |               |  |
|                                                              |                                                              | La République en marche (LREM)                 | 38 206       | 17,26        | 0            | 48 060        | 23,88         | 2           | 2             | en stagnation |  |
|                                                              | Territoires de progrès (TdP)                                 | 6 705                                          | 3,03         | 0            |              |               |               | 0           | Nv            |               |  |
|                                                              | Printemps républicain (PR)                                   | 5 268                                          | 2,38         | 0            | 0            | Nv            |               |             |               |               |  |
|                                                              | Mouvement démocrate (MoDem)                                  |                                                |              |              |              |               |               | 0           | 1             |               |  |
| Total Ensemble (ENS)                                         | Total Ensemble (ENS)                                         | 50 179                                         | 22,67        | 0            | 48 060       | 23,88         | 2             | 2           | 1             |               |  |
|                                                              |                                                              | Rassemblement national (RN)                    | 39 483       | 17,84        | 0            | 31 159        | 15,48         | 0           | 0             | en stagnation |  |
|                                                              | L'Avenir français - Rassemblement national (LAF - RN)        | 10 216                                         | 4,62         | 0            | 12 728       | 6,32          | 0             | 0           | Nv            |               |  |
| Total Rassemblement national et alliés (RN)                  | Total Rassemblement national et alliés (RN)                  | 49 699                                         | 22,46        | 0            | 43 887       | 21,81         | 0             | 0           | en stagnation |               |  |
|                                                              |                                                              | Les Républicains (LR)                          | 24 353       | 11,00        | 0            | 24 952        | 12,40         | 1           | 1             | en stagnation |  |
|                                                              | Union des démocrates et indépendants (UDI)                   | 2 753                                          | 1,24         | 0            |              |               |               | 0           | en stagnation |               |  |
| Total Union de la droite et du centre (UDC)                  | Total Union de la droite et du centre (UDC)                  | 27 106                                         | 12,25        | 0            | 24 952       | 12,40         | 1             | 1           | en stagnation |               |  |
|                                                              |                                                              | Reconquête (REC)                               | 5 078        | 2,29         | 0            |               |               |             | 0             | Nv            |  |
|                                                              | Via, la voie du peuple (VIA)                                 | 1 744                                          | 0,79         | 0            | 0            | Nv            |               |             |               |               |  |
|                                                              | Mouvement conservateur (MC)                                  | 1 457                                          | 0,66         | 0            | 0            | Nv            |               |             |               |               |  |
| Total Reconquête et alliés (REC)                             | Total Reconquête et alliés (REC)                             | 8 279                                          | 3,74         | 0            | 0            | Nv            |               |             |               |               |  |
|                                                              | Parti animaliste (PA)                                        | Parti animaliste (PA)                          | 3 418        | 1,54         | 0            | 0             | Nv            |             |               |               |  |
|                                                              | Lutte ouvrière (LO)                                          | Lutte ouvrière (LO)                            | 2 829        | 1,28         | 0            | 0             | en stagnation |             |               |               |  |
|                                                              | Dissidents NUPES                                             | Dissidents NUPES                               | 2 690        | 1,22         | 0            | 0             | Nv            |             |               |               |  |
|                                                              |                                                              | Debout la France (DLF)                         | 1 039        | 0,47         | 0            | 0             | en stagnation |             |               |               |  |
|                                                              | Génération Frexit (GF)                                       | 603                                            | 0,27         | 0            | 0            | Nv            |               |             |               |               |  |
|                                                              | Les Patriotes (LP)                                           | 568                                            | 0,26         | 0            | 0            | Nv            |               |             |               |               |  |
| Total Union pour la France (UPF)                             | Total Union pour la France (UPF)                             | 2 210                                          | 1,00         | 0            | 0            | en stagnation |               |             |               |               |  |
|                                                              |                                                              | Union des centristes et des écologistes (UCE)  | 1 736        | 0,78         | 0            | 0             | Nv            |             |               |               |  |
| Total Les écologistes avec la majorité présidentielle (ÉMP)  | Total Les écologistes avec la majorité présidentielle (ÉMP)  | 1 736                                          | 0,78         | 0            | 0            | Nv            |               |             |               |               |  |
|                                                              | Parti ouvrier indépendant démocratique (POID)                | Parti ouvrier indépendant démocratique (POID)  | 1 033        | 0,47         | 0            | 0             | en stagnation |             |               |               |  |
|                                                              | Écologie au centre (EAC)                                     | Écologie au centre (EAC)                       | 807          | 0,36         | 0            | 0             | Nv            |             |               |               |  |
|                                                              |                                                              | Mouvement républicain et citoyen (MRC)         | 579          | 0,26         | 0            | 0             | en stagnation |             |               |               |  |
| Total Fédération de la gauche républicaine (FGR)             | Total Fédération de la gauche républicaine (FGR)             | 579                                            | 0,26         | 0            | 0            | en stagnation |               |             |               |               |  |
|                                                              | Union des démocrates musulmans français (UDMF)               | Union des démocrates musulmans français (UDMF) | 545          | 0,25         | 0            | 0             | Nv            |             |               |               |  |
|                                                              |                                                              | Mouvement hommes animaux nature (MHAN)         | 504          | 0,23         | 0            | 0             | en stagnation |             |               |               |  |
| Total Tous unis pour le vivant (TUPV)                        | Total Tous unis pour le vivant (TUPV)                        | 504                                            | 0,23         | 0            | 0            | en stagnation |               |             |               |               |  |
|                                                              | Décroissance Élections (DÉ)                                  | Décroissance Élections (DÉ)                    | 391          | 0,18         | 0            | 0             | en stagnation |             |               |               |  |
|                                                              | Ensemble pour les libertés (EPL)                             | Ensemble pour les libertés (EPL)               | 322          | 0,15         | 0            | 0             | Nv            |             |               |               |  |
|                                                              |                                                              | Parti lorrain (PL)                             | 149          | 0,07         | 0            | 0             | en stagnation |             |               |               |  |
| Total Pays unis (PU)                                         | Total Pays unis (PU)                                         | 149                                            | 0,07         | 0            | 0            | en stagnation |               |             |               |               |  |
|                                                              | Parti pirate (PP)                                            | Parti pirate (PP)                              | 20           | 0,01         | 0            | 0             | en stagnation |             |               |               |  |
|                                                              | Autres partis                                                | Autres partis                                  | 188          | 0,08         | 0            | 0             | en stagnation |             |               |               |  |
|                                                              | Sans étiquette (SE)                                          | Sans étiquette (SE)                            | 186          | 0,08         | 0            | 0             | en stagnation |             |               |               |  |
|                                                              |                                                              |                                                |              |              |              |               |               |             |               |               |  |
| Suffrages exprimés                                           | Suffrages exprimés                                           | Suffrages exprimés                             | 221 306      | 98,15        |              | 201 241       | 93,03         |             |               |               |  |
| Votes blancs                                                 | Votes blancs                                                 | Votes blancs                                   | 3 049        | 1,35         | 11 387       | 5,26          |               |             |               |               |  |
| Votes nuls                                                   | Votes nuls                                                   | Votes nuls                                     | 1 117        | 0,50         | 3 692        | 1,71          |               |             |               |               |  |
| Total                                                        | Total                                                        | Total                                          | 225 472      | 100          | 0            | 216 320       | 100           | 6           | 6             | en stagnation |  |
| Abstentions                                                  | Abstentions                                                  | Abstentions                                    | 268 472      | 54,35        |              | 277 713       | 56,21         |             |               |               |  |
| Inscrits/Participation                                       | Inscrits/Participation                                       | Inscrits/Participation                         | 493 944      | 45,65        | 494 033      | 43,79         |               |             |               |               |  |

#### Résultats par nuance
| Nuance                 | Nuance                                         | Nuance                 | Premier tour | Premier tour | Premier tour | Second tour | Second tour   | Second tour | Total Sièges | +/-           |
| Nuance                 | Nuance                                         | Nuance                 | Voix         | %            | Sièges       | Voix        | %             | Sièges      | Total Sièges | +/-           |
| ---------------------- | ---------------------------------------------- | ---------------------- | ------------ | ------------ | ------------ | ----------- | ------------- | ----------- | ------------ | ------------- |
|                        | Nouvelle Union populaire écologique et sociale | NUP                    | 52 043       | 23,52        | 0            | 62 560      | 31,09         | 2           | 2            | en stagnation |
|                        | Ensemble !                                     | ENS                    | 50 179       | 22,67        | 0            | 48 060      | 23,88         | 2           | 2            | 1             |
|                        | Rassemblement national                         | RN                     | 49 699       | 22,46        | 0            | 43 887      | 21,81         | 0           | 0            | en stagnation |
|                        | Les Républicains (LR)                          | LR                     | 24 353       | 11,00        | 0            | 24 952      | 12,40         | 1           | 1            | en stagnation |
|                        | Divers gauche                                  | DVG                    | 19 904       | 8,99         | 0            | 21 782      | 10,82         | 1           | 1            | 1             |
|                        | Reconquête                                     | REC                    | 8 279        | 3,74         | 0            |             |               |             | 0            | Nv            |
|                        | Ecologistes                                    | ECO                    | 4 765        | 2,15         | 0            | 0           | en stagnation |             |              |               |
|                        | Divers extrême gauche                          | DXG                    | 3 862        | 1,75         | 0            | 0           | en stagnation |             |              |               |
|                        | Union des démocrates et indépendants           | UDI                    | 2 753        | 1,24         | 0            | 0           | en stagnation |             |              |               |
|                        | Droite souverainiste                           | DSV                    | 2 210        | 1,00         | 0            | 0           | en stagnation |             |              |               |
|                        | Divers centre                                  | DVC                    | 1 736        | 0,78         | 0            | 0           | Nv            |             |              |               |
|                        | Divers                                         | DIV                    | 820          | 0,37         | 0            | 0           | en stagnation |             |              |               |
|                        | Divers droite                                  | DVD                    | 683          | 0,31         | 0            | 0           | en stagnation |             |              |               |
|                        | Régionaliste                                   | REG                    | 20           | 0,01         | 0            | 0           | Nv            |             |              |               |
|                        |                                                |                        |              |              |              |             |               |             |              |               |
| Suffrages exprimés     | Suffrages exprimés                             | Suffrages exprimés     | 221 306      | 98,15        |              | 201 241     | 93,03         |             |              |               |
| Votes blancs           | Votes blancs                                   | Votes blancs           | 3 049        | 1,35         | 11 387       | 5,26        |               |             |              |               |
| Votes nuls             | Votes nuls                                     | Votes nuls             | 1 117        | 0,50         | 3 692        | 1,71        |               |             |              |               |
| Total                  | Total                                          | Total                  | 225 472      | 100          | 0            | 216 320     | 100           | 6           | 6            | en stagnation |
| Abstentions            | Abstentions                                    | Abstentions            | 268 472      | 54,35        |              | 277 713     | 56,21         |             |              |               |
| Inscrits/Participation | Inscrits/Participation                         | Inscrits/Participation | 493 944      | 45,65        | 494 033      | 43,79       |               |             |              |               |

### Cartes

Nuance politique des candidats arrivés en tête dans chaque commune au 1er tour.
Nuance politique des candidats arrivés en tête dans chaque commune au 2e tour.

### Résultats par circonscription

#### Première circonscription
Député sortant : Carole Grandjean (La République en marche).
| Candidat                 | Candidat                 | Parti et coalition       | Nuance                   | Premier tour | Premier tour | Second tour | Second tour |
| Candidat                 | Candidat                 | Parti et coalition       | Nuance                   | Voix         | %            | Voix        | %           |
| ------------------------ | ------------------------ | ------------------------ | ------------------------ | ------------ | ------------ | ----------- | ----------- |
|                          | Carole Grandjean         | LREM (ENS)               | ENS                      | 13 159       | 33,69        | 19 520      | 53,43       |
|                          | Nordine Jouira           | LFI (NUPES)              | NUP                      | 12 822       | 32,83        | 17 017      | 46,57       |
|                          | Patricia Melet           | RN                       | RN                       | 5 669        | 14,51        |             |             |
|                          | Claudine Brin            | LR (UDC)                 | LR                       | 2 995        | 7,67         |             |             |
|                          | Laurent Hennequin        | VIA                      | REC                      | 1 744        | 4,47         |             |             |
|                          | Éric Tollénaère          | MRC (FGR)                | DVG                      | 579          | 1,48         |             |             |
|                          | Armand Buchy             | PA                       | ECO                      | 530          | 1,36         |             |             |
|                          | Pascal L'Huillier        | DLF (UPF)                | DSV                      | 520          | 1,33         |             |             |
|                          | Sophie Norton            | DÉ                       | ECO                      | 391          | 1,00         |             |             |
|                          | Christiane Nimsgern      | LO                       | DXG                      | 375          | 0,96         |             |             |
|                          | Frank-Olivier Potier     | SE                       | DVD                      | 179          | 0,46         |             |             |
|                          | Lila Lombardia           | UDMF                     | DIV                      | 95           | 0,24         |             |             |
|                          |                          |                          |                          |              |              |             |             |
| Votes valides            | Votes valides            | Votes valides            | Votes valides            | 39 058       | 98,19        | 36 537      | 93,63       |
| Votes blancs             | Votes blancs             | Votes blancs             | Votes blancs             | 524          | 1,32         | 1 850       | 4,74        |
| Votes nuls               | Votes nuls               | Votes nuls               | Votes nuls               | 198          | 0,50         | 636         | 1,63        |
| Total                    | Total                    | Total                    | Total                    | 39 780       | 100          | 39 023      | 100         |
| Abstention               | Abstention               | Abstention               | Abstention               | 42 656       | 51,74        | 43 425      | 52,67       |
| Inscrits / participation | Inscrits / participation | Inscrits / participation | Inscrits / participation | 82 436       | 45,26        | 82 448      | 47,33       |

#### Deuxième circonscription
Députée sortante : Pascale César (Mouvement démocrate), élue en 2017 en tant que suppléante de Laurent Garcia (Mouvement démocrate).
| Candidat                 | Candidat                 | Parti et coalition       | Nuance                   | Premier tour | Premier tour | Second tour | Second tour |
| Candidat                 | Candidat                 | Parti et coalition       | Nuance                   | Voix         | %            | Voix        | %           |
| ------------------------ | ------------------------ | ------------------------ | ------------------------ | ------------ | ------------ | ----------- | ----------- |
|                          | Stéphane Hablot          | PS (NUPES)               | NUP                      | 12 101       | 36,59        | 15 524      | 49,74       |
|                          | Emmanuel Lacresse        | LREM (ENS)               | ENS                      | 10 448       | 31,60        | 15 689      | 50,26       |
|                          | Olivier Maillot          | RN                       | RN                       | 4 427        | 13,39        |             |             |
|                          | Vincent Manfredi         | UDI (UDC)                | UDI                      | 2 753        | 8,33         |             |             |
|                          | Anselme Boussuge         | MC                       | REC                      | 1 457        | 4,41         |             |             |
|                          | Patrick Pezzetta         | PA                       | ECO                      | 599          | 1,81         |             |             |
|                          | Éric Damamme             | MHAN (TUPV)              | DVD                      | 504          | 1,52         |             |             |
|                          | Jacques Lacreuse         | LO                       | DXG                      | 389          | 1,18         |             |             |
|                          | Nora Ajdir               | UDMF                     | DVG                      | 241          | 0,73         |             |             |
|                          | Florian Flaus            | PL (PU)                  | ECO                      | 149          | 0,45         |             |             |
|                          |                          |                          |                          |              |              |             |             |
| Votes valides            | Votes valides            | Votes valides            | Votes valides            | 33 068       | 98,29        | 31 213      | 94,58       |
| Votes blancs             | Votes blancs             | Votes blancs             | Votes blancs             | 423          | 1,26         | 1 314       | 3,98        |
| Votes nuls               | Votes nuls               | Votes nuls               | Votes nuls               | 152          | 0,45         | 474         | 1,44        |
| Total                    | Total                    | Total                    | Total                    | 33 643       | 100          | 33 001      | 100         |
| Abstention               | Abstention               | Abstention               | Abstention               | 33 847       | 50,15        | 34 508      | 51,11       |
| Inscrits / participation | Inscrits / participation | Inscrits / participation | Inscrits / participation | 67 490       | 49,85        | 67 509      | 48,89       |

#### Troisième circonscription
Député sortant : Xavier Paluszkiewicz (La République en marche).
| Candidat                 | Candidat                 | Parti et coalition       | Nuance                   | Premier tour | Premier tour | Second tour | Second tour |
| Candidat                 | Candidat                 | Parti et coalition       | Nuance                   | Voix         | %            | Voix        | %           |
| ------------------------ | ------------------------ | ------------------------ | ------------------------ | ------------ | ------------ | ----------- | ----------- |
|                          | Xavier Paluszkiewicz     | LREM (ENS)               | ENS                      | 7 429        | 25,16        | 12 851      | 48,06       |
|                          | Martine Étienne          | LFI (NUPES)              | NUP                      | 7 345        | 24,88        | 13 886      | 51,94       |
|                          | Muriel Di Rezze          | RN                       | RN                       | 7 061        | 23,92        |             |             |
|                          | Francis Herbays          | PS diss.                 | DVG                      | 2 690        | 9,11         |             |             |
|                          | Mathieu Servagi          | LR (UDC)                 | LR                       | 1 814        | 6,14         |             |             |
|                          | Nicolas Rosskopf         | REC                      | REC                      | 1 255        | 4,25         |             |             |
|                          | Véronique Foltz          | EAC                      | ECO                      | 807          | 2,73         |             |             |
|                          | Eurydice Reinert         | EPL                      | DIV                      | 322          | 1,09         |             |             |
|                          | Xavier Boury             | LO                       | DXG                      | 301          | 1,02         |             |             |
|                          | Françoise Kral           | POID                     | DXG                      | 284          | 0,96         |             |             |
|                          | Matteo Germini           | MPLJ                     | DIV                      | 188          | 0,64         |             |             |
|                          | Xavier Beaudouin         | PP                       | REG                      | 20           | 0,07         |             |             |
|                          | Frédéric Grasse          | SE                       | DIV                      | 6            | 0,02         |             |             |
|                          |                          |                          |                          |              |              |             |             |
| Votes valides            | Votes valides            | Votes valides            | Votes valides            | 29 522       | 97,96        | 26 737      | 92,26       |
| Votes blancs             | Votes blancs             | Votes blancs             | Votes blancs             | 441          | 1,47         | 1 579       | 5,41        |
| Votes nuls               | Votes nuls               | Votes nuls               | Votes nuls               | 175          | 0,58         | 665         | 2,33        |
| Total                    | Total                    | Total                    | Total                    | 30 138       | 100          | 28 981      | 100         |
| Abstention               | Abstention               | Abstention               | Abstention               | 50 601       | 62,67        | 51 769      | 64,11       |
| Inscrits / participation | Inscrits / participation | Inscrits / participation | Inscrits / participation | 80 739       | 37,33        | 80 750      | 35,89       |

#### Quatrième circonscription
Député sortant : Thibault Bazin (Les Républicains).
| Candidat                 | Candidat                  | Parti et coalition       | Nuance                   | Premier tour | Premier tour | Second tour | Second tour |
| Candidat                 | Candidat                  | Parti et coalition       | Nuance                   | Voix         | %            | Voix        | %           |
| ------------------------ | ------------------------- | ------------------------ | ------------------------ | ------------ | ------------ | ----------- | ----------- |
|                          | Thibault Bazin            | LR (UDC)                 | LR                       | 14 239       | 31,29        | 24 952      | 62,18       |
|                          | Dominique Bilde           | RN                       | RN                       | 11 825       | 25,99        | 15 175      | 37,82       |
|                          | Barbara Bertozzi Bievelot | EELV (NUPES)             | NUP                      | 8 727        | 19,18        |             |             |
|                          | Rachel Thomas             | LREM (ENS)               | ENS                      | 7 170        | 15,76        |             |             |
|                          | Lucy Georges              | REC                      | REC                      | 1 329        | 2,92         |             |             |
|                          | Corinne Maillot           | PA                       | ECO                      | 646          | 1,42         |             |             |
|                          | Bertrand Ravailler        | GF (UPF)                 | DSV                      | 603          | 1,33         |             |             |
|                          | Genevièvre Heilliette     | LO                       | DXG                      | 451          | 0,99         |             |             |
|                          | Grégory Bihaki            | POID                     | DXG                      | 401          | 0,88         |             |             |
|                          | Monir Bouguerra           | UDMF                     | DIV                      | 115          | 0,25         |             |             |
|                          | Rémi Thiriet              | SE                       | DVG                      | 1            | 0,00         |             |             |
|                          |                           |                          |                          |              |              |             |             |
| Votes valides            | Votes valides             | Votes valides            | Votes valides            | 45 507       | 98,25        | 40 127      | 93,70       |
| Votes blancs             | Votes blancs              | Votes blancs             | Votes blancs             | 569          | 1,22         | 2 035       | 4,68        |
| Votes nuls               | Votes nuls                | Votes nuls               | Votes nuls               | 243          | 0,53         | 661         | 1,61        |
| Total                    | Total                     | Total                    | Total                    | 46 319       | 100          | 42 823      | 100         |
| Abstention               | Abstention                | Abstention               | Abstention               | 51 229       | 52,52        | 54 721      | 56,10       |
| Inscrits / participation | Inscrits / participation  | Inscrits / participation | Inscrits / participation | 97 548       | 47,48        | 97 544      | 43,90       |

#### Cinquième circonscription
Député sortant : Dominique Potier (Parti socialiste).
| Candidat                 | Candidat                      | Parti et coalition       | Nuance                   | Premier tour | Premier tour | Second tour | Second tour |
| Candidat                 | Candidat                      | Parti et coalition       | Nuance                   | Voix         | %            | Voix        | %           |
| ------------------------ | ----------------------------- | ------------------------ | ------------------------ | ------------ | ------------ | ----------- | ----------- |
|                          | Dominique Potier              | PS (NUPES)               | DVG                      | 16 393       | 43,97        | 21 782      | 63,12       |
|                          | Philippe Morenvillier         | LAF - RN                 | RN                       | 10 216       | 27,40        | 12 728      | 36,88       |
|                          | Marika Bret                   | PR (ENS)                 | ENS                      | 5 268        | 14,13        |             |             |
|                          | Yannick François              | LR (UDC)                 | LR                       | 1 735        | 4,65         |             |             |
|                          | Julie Ricard                  | REC                      | REC                      | 1 345        | 3,61         |             |             |
|                          | Elisabeth « Babeth » Schilder | PA                       | ECO                      | 902          | 2,42         |             |             |
|                          | Miriam Aubert                 | LO                       | DXG                      | 812          | 2,18         |             |             |
|                          | Corinne Paine                 | DLF (UPF)                | DSV                      | 519          | 1,39         |             |             |
|                          | Sophia Fayad                  | UDMF                     | DIV                      | 94           | 0,25         |             |             |
|                          |                               |                          |                          |              |              |             |             |
| Votes valides            | Votes valides                 | Votes valides            | Votes valides            | 37 284       | 98,24        | 34 510      | 95,44       |
| Votes blancs             | Votes blancs                  | Votes blancs             | Votes blancs             | 501          | 1,29         | 1 239       | 3,43        |
| Votes nuls               | Votes nuls                    | Votes nuls               | Votes nuls               | 168          | 0,47         | 408         | 1,13        |
| Total                    | Total                         | Total                    | Total                    | 37 953       | 100          | 36 157      | 100         |
| Abstention               | Abstention                    | Abstention               | Abstention               | 40 492       | 51,62        | 42 325      | 53,93       |
| Inscrits / participation | Inscrits / participation      | Inscrits / participation | Inscrits / participation | 78 445       | 48,38        | 78 482      | 46,07       |

#### Sixième circonscription
Député sortant : Caroline Fiat (La France insoumise).
| Candidat                 | Candidat                 | Parti et coalition       | Nuance                   | Premier tour | Premier tour | Second tour | Second tour |
| Candidat                 | Candidat                 | Parti et coalition       | Nuance                   | Voix         | %            | Voix        | %           |
| ------------------------ | ------------------------ | ------------------------ | ------------------------ | ------------ | ------------ | ----------- | ----------- |
|                          | Caroline Fiat            | LFI (NUPES)              | NUP                      | 11 048       | 29,97        | 16 133      | 50,23       |
|                          | Anthony Boulogne         | RN                       | RN                       | 10 501       | 28,48        | 15 984      | 49,77       |
|                          | Ergün Toparslan          | TdP (ENS)                | ENS                      | 6 705        | 18,19        |             |             |
|                          | Jonathan Richier         | LR (UDC)                 | LR                       | 3 570        | 9,68         |             |             |
|                          | Olivier Hedin            | UCE (ÉMP)                | DVC                      | 1 736        | 4,71         |             |             |
|                          | Jeanne Amann             | REC                      | REC                      | 1 149        | 3,12         |             |             |
|                          | Xavier Coupaye           | PA                       | ECO                      | 741          | 2,01         |             |             |
|                          | Éric Richermoz           | LP (UPF)                 | DSV                      | 568          | 1,54         |             |             |
|                          | Dominique Barbin         | LO                       | DXG                      | 501          | 1,36         |             |             |
|                          | Xavier Gehbauer          | POID                     | DXG                      | 348          | 0,94         |             |             |
|                          |                          |                          |                          |              |              |             |             |
| Votes valides            | Votes valides            | Votes valides            | Votes valides            | 36 867       | 97,95        | 32 117      | 88,41       |
| Votes blancs             | Votes blancs             | Votes blancs             | Votes blancs             | 591          | 1,57         | 3 370       | 9,26        |
| Votes nuls               | Votes nuls               | Votes nuls               | Votes nuls               | 181          | 0,49         | 848         | 2,34        |
| Total                    | Total                    | Total                    | Total                    | 37 639       | 100          | 36 335      | 100         |
| Abstention               | Abstention               | Abstention               | Abstention               | 49 647       | 56,88        | 50 965      | 58,39       |
| Inscrits / participation | Inscrits / participation | Inscrits / participation | Inscrits / participation | 87 286       | 43,12        | 87 300      | 41,61       |